# Liên hoan phim Việt Nam lần thứ 1
Liên hoan phim Việt Nam lần đầu tiên được tổ chức từ 18 tháng 8 đến 25 tháng 8 năm 1970 tại Hà Nội với khẩu hiệu "Vì Tổ quốc - Vì chủ nghĩa xã hội".

## Tổng quan
Năm 1970, Bộ Văn hóa Thông tin, Cục Điện ảnh Việt Nam và Hội Điện ảnh Việt Nam phối hợp tổ chức Liên hoan phim Việt Nam lần thứ nhất. Theo ghi chép của đạo diễn Trương Qua, lễ khai mạc liên hoan phim đã diễn ra tại rạp Tháng 8 vào tối ngày 17 tháng 8 sau khi họp ban tổ chức và ban giám khảo. Liên hoan phim diễn ra từ 18 tháng 8 đến 25 tháng 8 tại Bảo tàng Cách mạng, do Thứ trưởng Bộ Văn hóa kiếm Chủ tịch Hội Điện ảnh Việt Nam đương thời là Hà Xuân Trường đứng ra tổ chức. Đây là liên hoan phim dành cho những bộ phim đã ra mắt trong 4 năm từ 1965 đến 1968 trong Chiến tranh Việt Nam. Lúc bấy giờ, giải thưởng vẫn được gọi là giải thưởng Hoa sen. Biểu tượng Bông sen vàng được thiết kế như đồng tiền, to bằng miệng chén trà, được chạm nổi trên một khung gỗ đỏ sẫm và phía trên ghi tên bộ phim đoạt giải. Tác giả của bộ phim đoạt giải sẽ nhận được huy chương tượng trưng như vậy.
Liên hoan phim lần này có tất cả 65 bộ phim tham gia và phần lớn là phim tài liệu. Có tất cả 29 giải Bông sen vàng được trao cho các bộ phim ở 3 thể loại là phim truyện (3 giải), phim tài liệu/khoa học (24 giải) và phim hoạt hình/thiếu nhi (2 giải). Lúc bấy giờ, giải thưởng vẫn chưa được tổ chức theo cơ chế của một liên hoan phim như hiện nay mà chỉ thành lập hội đồng ban giám khảo xem và chấm. Ban giám khảo của liên hoan phim gồm 15 người trong đó có thứ trưởng Hà Xuân Trường, Tổng thư ký Hội Điện ảnh Việt Nam Nguyễn Hồng Nghi, Cục trưởng Cục Điện ảnh Phan Hồng Quang, giám đốc truyện Việt Nam Trần Ngọc Lưu cùng nhiều người có tiếng trong các ngành nghệ thuật, bao gồm cả tác giả của một số bộ phim tranh giải, như nhà thơ Hoàng Trung Thông, nhà biên kịch Hoàng Tích Chỉ, nhà phê bình điện ảnh Trung Sơn và các đạo diễn như Trương Qua, Trần Đắc, Phạm Kỳ Nam, Ngô Mạnh Lân, Lương Đức. Ngoài ra, mỗi thể loại phim sẽ có chuyên gia để đánh giá riêng như phim tài liệu sẽ có giám khảo thuộc Ban Văn hóa tư tưởng, phim khoa học có giám khảo thuộc Ủy ban Khoa học Việt Nam. Các giám khảo sẽ dành thời gian xem phim và bỏ phiếu vào cuối giờ, tác giả sẽ không bỏ phiếu cho phim của mình.

## Giải thưởng

### Phim điện ảnh
| Giải thưởng   | Phim               | Năm  | Đạo diễn                                | Biên kịch              | Sản xuất          | Nguồn  |
| ------------- | ------------------ | ---- | --------------------------------------- | ---------------------- | ----------------- | ------ |
| Bông sen vàng | Người chiến sĩ trẻ | 1964 | NSND Hải Ninh, Nguyễn Đức Hinh          | Hải Hồ                 | Xưởng phim Hà Nội | [ 5 ]  |
| Bông sen vàng | Nguyễn Văn Trỗi    | 1966 | NSND Bùi Đình Hạc, NSƯT Lý Thái Bảo     | Anh Đức, Trần Đình Vân | Xưởng phim Hà Nội | [ 6 ]  |
| Bông sen vàng | Nổi gió            | 1966 | NSND Huy Thành                          | Đào Hồng Cẩm           | Xưởng phim Hà Nội | [ 7 ]  |
| Bông sen bạc  | Rừng O Thắm        | 1967 | NSND Hải Ninh                           | NSND Hải Ninh          | Xưởng phim Hà Nội | [ 8 ]  |
| Bông sen bạc  | Cô giáo Hạnh       | 1967 | NSƯT Vũ Phạm Từ, NSND Phạm Kỳ Nam       | NSƯT Vũ Phạm Từ        | Xưởng phim Hà Nội | [ 8 ]  |
| Bông sen bạc  | Biển lửa           | 1966 | NSND Phạm Kỳ Nam, NGND Lê Đăng Thực     | Phù Thăng              | Xưởng phim Hà Nội | [ 8 ]  |
| Bông sen bạc  | Biển gọi           | 1967 | NSƯT Nguyễn Tiến Lợi, Nguyễn Ngọc Trung | Hoàng Tích Chỉ         | Xưởng phim Hà Nội | [ 8 ]  |
| Bông sen bạc  | Trên vĩ tuyến 17   | 1965 | NSƯT Lý Thái Bảo, Nhất Hiên             | Hoàng Tích Chỉ         | Xưởng phim Hà Nội | [ 9 ]  |
| Bằng khen     | Một chiến công     | 1968 | Nguyễn Đỗ Ngọc                          | Thanh Nhã              | Xưởng phim Hà Nội | [ 10 ] |

### Phim tài liệu
| Giải thưởng   | Phim                                                                      | Năm  | Đạo diễn                                  | Biên kịch                            | Sản xuất | Nguồn  |
| ------------- | ------------------------------------------------------------------------- | ---- | ----------------------------------------- | ------------------------------------ | -------- | ------ |
| Bông sen vàng | Anh Nguyễn Văn Trỗi sống mãi                                              | 1964 | NSND Bùi Đình Hạc                         | Bành Châu                            | XPTSTLTW | [ 11 ] |
| Bông sen vàng | Bắn rơi chiếc máy bay thứ 2500                                            | 1967 | Thời sự quân đội                          | Thời sự quân đội                     | XPQĐND   | [ 12 ] |
| Bông sen vàng | Chiến đấu giữ đảo quê hương                                               | 1965 | NSƯT Nguyễn Kha                           | Hoàng Văn Bổn                        | XPQĐND   | [ 13 ] |
| Bông sen vàng | Chiến thắng Khâm Đức                                                      | 1969 | Nguyễn Hữu                                |                                      | XPQGP    | [ 12 ] |
| Bông sen vàng | Chiến thắng Tây Ninh                                                      | 1967 | NSND Hồng Sến                             | Kim Thanh                            | XPGP     | [ 12 ] |
| Bông sen vàng | Dòng thác Bạc                                                             | 1968 | NSƯT Nguyễn Gia Định, Trần Nhật Hiến      | NSƯT Nguyễn Gia Định, Trần Nhật Hiến | XPGP     | [ 12 ] |
| Bông sen vàng | Du kích Củ Chi                                                            | 1967 | NSND Đoàn Quốc                            | Lý Minh Văn                          | XPGP     | [ 14 ] |
| Bông sen vàng | Đại hội thành lập chính phủ Cách mạng lâm thời Cộng hòa miền Nam Việt Nam | 1969 | Vũ Sơn                                    |                                      | XPGP     | [ 15 ] |
| Bông sen vàng | Đầu sóng ngọn gió                                                         | 1967 | NSND Ngọc Quỳnh                           | Bành Châu                            | XPTSTLTW | [ 16 ] |
| Bông sen vàng | Đội nữ pháo binh Long An                                                  | 1969 | NSƯT Trần Nhu                             | Trần Hữu Hạnh                        | XPGP     | [ 17 ] |
| Bông sen vàng | Đường ra phía trước                                                       | 1969 | NSND Hồng Sến                             |                                      | XPGP     | [ 18 ] |
| Bông sen vàng | Đường qua Hà Tĩnh                                                         | 1968 | - Thái Dũng - Phan Hà Thành               | - Thái Dũng - Nguyễn Xã Hội          | XPTSTLTW | [ 19 ] |
| Bông sen vàng | Hà Nội lập công mừng thọ Bác Hồ                                           | 1967 | Phim phóng sự nhanh                       | Phim phóng sự nhanh                  | XPTSTLTW | [ 20 ] |
| Bông sen vàng | Một ngày trực chiến                                                       | 1968 | - Nhất Hiên - NSND Phan Trọng Quỳ         | Bành Châu                            | XPTSTLTW | [ 21 ] |
| Bông sen vàng | Một ngày Hà Nội                                                           | 1967 | Ngô Đặng Tuất                             | Nguyễn Chí Phúc                      | XPQĐND   | [ 18 ] |
| Bông sen vàng | Mỹ không chừa – Mỹ còn chết                                               | 1965 | Thời sự quân đội                          | Thời sự quân đội                     | XPQĐND   |        |
| Bông sen vàng | Nghệ thuật (của) tuổi thơ                                                 | 1969 | NSND Hồng Sến                             |                                      | XPGP     |        |
| Bông sen vàng | Người Hàm Rồng                                                            | 1967 | NSƯT Lê Đình Lâm                          | Hoàng Văn Bổn                        | XPQĐND   | [ 13 ] |
| Bông sen vàng | Những người mở đường                                                      | 1968 | Kiều Thẩm                                 |                                      | XPTSTLTW | [ 22 ] |
| Bông sen vàng | Quanh địa ngục Cồn Tiên                                                   | 1967 | Lê Đình Lâm, Lê Mậu Bân (Mạnh Quang)      |                                      | XPQĐND   | [ 24 ] |
| Bông sen vàng | Quyết tâm đánh thắng giặc Mỹ xâm lược                                     | 1965 | NSƯT Dương Minh Đẩu                       | NSƯT Dương Minh Đẩu                  | XPQĐND   | [ 24 ] |
| Bông sen vàng | Vài hình ảnh chiến thắng Khe Sanh                                         | 1969 | Hoàng Tiến Xuân                           |                                      | XPQĐND   | [ 25 ] |
| Bông sen vàng | Vùng giải phóng miền Trung                                                | 1968 |                                           |                                      | XPGP     | [ 26 ] |
| Bông sen bạc  | An Quảng Hữu giải phóng                                                   |      | NSND Đoàn Quốc                            |                                      |          | [ 14 ] |
| Bông sen bạc  | Bác chúc Tết không quân                                                   | 1967 | Thời sự quân đội số 3                     |                                      | XPQĐND   | [ 26 ] |
| Bông sen bạc  | Bác thăm trận địa phòng không                                             | 1967 | Thời sự quân đội số 1                     |                                      | XPQĐND   | [ 26 ] |
| Bông sen bạc  | Bên bờ Bến Hải                                                            | 1968 | Phạm Hạnh                                 | Lê Đình Lâm                          | XPQĐND   | [ 26 ] |
| Bông sen bạc  | Cồn Cỏ anh hùng                                                           | 1967 | NSƯT Lê Đình Lâm                          | NSƯT Lê Đình Lâm                     | XPQĐND   | [ 26 ] |
| Bông sen bạc  | Cô giáo Thảo                                                              | 1968 | Thái Dũng                                 | Nhất Hiên                            | XPTSTLTW | [ 26 ] |
| Bông sen bạc  | Chiến thắng Dương Liễu - Đèo Nhông                                        | 1965 | NSƯT Trần Anh Trà                         |                                      | XPGP     | [ 26 ] |
| Bông sen bạc  | Đại hội những người chiến thắng                                           | 1969 |                                           |                                      | XPQĐND   | [ 26 ] |
| Bông sen bạc  | Đánh giáp lá cà (Đâm lê)                                                  | 1966 |                                           |                                      | XPQĐND   | [ 26 ] |
| Bông sen bạc  | Hà Tĩnh chống hạn đánh Mỹ                                                 | 1968 | - Thái Dũng - Phan Hà Thành - Đào Lê Bình | Thái Dũng                            | XPTSTLTW | [ 26 ] |
| Bông sen bạc  | Hòa Lan cất cánh                                                          | 1965 |                                           |                                      | XPTSTLTW | [ 26 ] |
| Bông sen bạc  | Hạt lúa vành đai                                                          | 1967 | NSƯT Trần Nhu                             |                                      | XPGP     | [ 26 ] |
| Bông sen bạc  | Hãy chặn tay bọn giết người                                               | 1965 |                                           |                                      | XPTSTLTW | [ 26 ] |
| Bông sen bạc  | Hợp tác xã Hồng Thái làm thủy lợi                                         | 1965 |                                           |                                      |          | [ 27 ] |
| Bông sen bạc  | Lúa trên đất lửa                                                          | 1968 | NSND Phan Trọng Quỳ                       | Hữu Thọ                              | XPTSTLTW | [ 28 ] |
| Bông sen bạc  | Ngọn đèn cửa biển                                                         | 1968 | - NSND Thanh An - Phạm Thành Liêu         | NSND Thanh An                        | XPTSTLTW | [ 28 ] |
| Bông sen bạc  | Những chiến sỹ hậu cần giỏi                                               |      |                                           |                                      |          | [ 29 ] |
| Bông sen bạc  | Những người bảo vệ cầu Hàm Rồng                                           |      |                                           |                                      |          | [ 29 ] |
| Bông sen bạc  | Phiên họp Hội đồng Chính phủ cuối năm                                     | 1969 | NSƯT Ma Cường                             |                                      |          | [ 29 ] |
| Bông sen bạc  | Quân y viện trong dãy Trường Sơn                                          | 1969 | NSƯT Nguyễn Gia Định                      | NSƯT Nguyễn Gia Định                 | XPQĐND   | [ 29 ] |
| Bông sen bạc  | Sống với những chiến sỹ Đắc Tô                                            |      | NSƯT Nguyễn Gia Định                      | NSƯT Nguyễn Gia Định                 | XPQĐND   | [ 29 ] |
| Bông sen bạc  | Tập ảnh Thừa Thiên                                                        | 1967 | NSND Trần Việt                            |                                      | XPQĐND   | [ 29 ] |
| Bông sen bạc  | Thả tù binh Mỹ đầu tiên ở Việt Nam                                        | 1969 | Hà Hữu Nghiêm                             | Hà Hữu Nghiêm                        | XPGP     | [ 29 ] |
| Bông sen bạc  | Thời sự Tây Nguyên                                                        | 1967 | Thời sự đặc biệt                          |                                      | XPGP     | [ 29 ] |
| Bông sen bạc  | Trận địa trên sông Cấm                                                    | 1965 | NSƯT Trần Anh Trà                         | Hoàng Văn Bổn                        | XPQĐND   | [ 29 ] |
| Bông sen bạc  | Trên những chặng đường                                                    | 1966 | Hoàng Thanh                               |                                      | XPTSTLTW | [ 29 ] |
| Bông sen bạc  | Trường quân chính Nguyễn Thị Minh Khai                                    | 1967 | NSƯT Lê Văn Duy                           | NSƯT Lê Văn Duy                      | XPGP     | [ 14 ] |
| Bông sen bạc  | Vì tương lai con em chúng ta                                              | 1967 | Ba Kỳ                                     | Phạm Năng Cường                      | XPTSTLTW | [ 30 ] |
| Bông sen bạc  | Xiết chặt vòng vây diệt địch                                              | 1970 |                                           |                                      | XPGP     | [ 30 ] |
| Bông sen bạc  | Phóng thích ba tù binh Mỹ                                                 |      |                                           |                                      |          | [ 31 ] |
| Bằng khen     | Đòn trừng phạt đích đáng (Đồng Xoài rực lửa)                              | 1965 | An Như Sơn                                |                                      | XPGP     | [ 30 ] |

### Phim khoa học
| Giải thưởng   | Phim                 | Năm  | Đạo diễn                 | Biên kịch        | Sản xuất                      | Nguồn         |
| ------------- | -------------------- | ---- | ------------------------ | ---------------- | ----------------------------- | ------------- |
| Bông sen vàng | Cá mè đẻ nhân tạo    | 1965 | NSND Lương Đức           |                  | Xưởng phim Thời sự Tài liệu   |               |
| Bông sen vàng | Đánh tay không       | 1966 | NSƯT Phùng Đệ, Phạm Hanh | Cục Quân huấn    | Xưởng phim Quân đội nhân dân  | [ 32 ]        |
| Bông sen bạc  | Hóc đường thở        | 1967 | NSND Lương Đức           | Đinh Phương Nghi | Xưởng phim Thời sự Tài liệu   | [ 26 ]        |
| Bông sen bạc  | Quy hoạch đồng ruộng | 1966 | Trần Tình                | Kim Dao          | Xưởng phim Thời sự Tài liệu   | [ 32 ]        |
| Bông sen bạc  | Lên đường hành quân  | 1966 | Trần Nhật Hiền           |                  | Viện nghiên cứu y học quân sự | [ 32 ] [ 33 ] |

### Phim hoạt hình
| Giải thưởng   | Phim                 | Năm  | Đạo diễn          | Biên kịch         | Sản xuất                     | Chú   | Nguồn         |
| ------------- | -------------------- | ---- | ----------------- | ----------------- | ---------------------------- | ----- | ------------- |
| Bông sen vàng | Con sáo biết nói     | 1967 | NSND Ngô Mạnh Lân | Tất Vinh          | Hãng phim Hoạt hình Việt Nam | [ b ] | [ 34 ] [ 35 ] |
| Bông sen vàng | Mèo con              | 1966 | NSND Ngô Mạnh Lân | Nguyễn Thế Hội    | Hãng phim Hoạt hình Việt Nam | [ c ] | [ 36 ] [ 37 ] |
| Bông sen bạc  | Bài ca trên vách núi | 1967 | NSND Trương Qua   | Hoài Giang        | Hãng phim Hoạt hình Việt Nam | [ d ] | [ 38 ] [ 34 ] |
| Bông sen bạc  | Những chiếc áo ấm    | 1968 | NSND Ngô Mạnh Lân | Võ Quảng          | Hãng phim Hoạt hình Việt Nam | [ e ] | [ 39 ] [ 40 ] |
| Bông sen bạc  | Em làm thợ xây       | 1967 | Đỗ Tất Hiệt       | Trương Thanh Hà   | Hãng phim Hoạt hình Việt Nam | [ f ] | [ 41 ]        |
| Bằng khen     | Đêm trăng rằm        | 1964 | NSND Trương Qua   | Lê Minh Hiền      | Hãng phim Hoạt hình Việt Nam | [ g ] | [ 42 ]        |
| Bằng khen     | Câu chuyện Thỏ Ngọc  | 1967 | NSƯT Hồ Quảng     | Công Vũ           | Hãng phim Hoạt hình Việt Nam | [ h ] | [ 43 ]        |
| Bằng khen     | Pháo đài xanh        | 1966 | Hoàng Sùng        | Nguyễn Xuân Khánh | Hãng phim Hoạt hình Việt Nam | [ i ] | [ 44 ]        |